# Victorio Ruiz García
Victorio Ruiz García (Canillejas, Madrid, 30 d'abril de 1926) és un ciclista espanyol, que fou professional entre 1946 i 1951. Al seu palmarès destaca una victòria d'etapa a la Volta a Espanya, la darrera de l'edició de 1948, amb final a Madrid.

## Palmarès
- 1946
  - Vencedor d'una etapa a la Volta a Burgos
- 1948
  - Vencedor d'una etapa a la Volta a Espanya

### Resultats a la Volta a Espanya
- 1948. 12è a la classificació general. Vencedor d'una etapa